# Пушкин, Любомир Евгеньевич
Любомир Евгеньевич Пушкин (при рождении Андрей, укр. Андрій Євгенійович Пушкін; род. 27 мая 1977 года, Донецк, Украинская ССР) — донецкий общественно-политический деятель, депутат Народного Совета подконтрольной России ДНР. Член фракции «Донецкая республика» и парламентского Комитета по социальной и жилищной политике.

## Биография
Андрей Евгеньевич Пушкин родился 27 мая 1977 года в Донецке. Учился в донецкой общеобразовательной школе № 45 и в Донецком техническом колледже. В 1999 году окончил Донецкий институт предпринимательства, факультет «Финансы и кредит» по специальности «Банковский и финансовый менеджмент».
Сторонник «Родноверия — ведического ПравоСлавие», поэтому имя при рождении — Андрей заменил на имя «Любомир» при получении паспорта ДНР, став первым гражданином ДНР, официально сменившим своём имя.
До 2014 года работал как частный предприниматель. Летом вступил в вооружённое формирование «Народно ополчение ДНР». Служил в Петровском районе Донецка в 4-м батальоне «Сварожичи».
На выборах 2 ноября 2014 года Любомир Пушкин включен в состав депутатов в парламент ДНР по 13 округу Ленинского района Донецка. Член Комитета НС по вопросам молодежи, спорта и туризма.
На выборах 11 ноября 2018 года переизбран депутатом Народного совета ДНР нового созыва по списку ОД «ДР».

## Общественная деятельность
Занимается популяризацией здорового образа жизни и народной культуры, организуя в Донецке «русские вечёрки» и пробежки, а также участвует в благотворительной деятельности.

## Санкции
8 апреля 2022 года, на фоне вторжения России на Украину, попал под санкции стран Евросоюза так как «он участвовал в политике и/или действиях, которые дестабилизируют Украину и/или подрывают или угрожают территориальной целостности, суверенитету или независимости Украины».
26 апреля 2022 года включён в санкционный список Канады «за соучастие в продолжающихся нарушениях суверенитета и территориальной целостности Украины со стороны российского режима».
По аналогичным основаниям находится под санкциями Великобритании, Швейцарии, Украины и Австралии.